# Chacina de Vigário Geral
A Chacina de Vigário Geral foi um massacre ocorrido na favela de Vigário Geral, localizada na Zona Norte da cidade do Rio de Janeiro. Ocorreu na madrugada do dia 29 de agosto de 1993, quando a favela foi invadida por um grupo de extermínio formado por cerca de 36 homens encapuzados e armados, que arrombaram casas e executaram vinte e um moradores. A chacina de Vigário Geral foi uma das maiores ocorridas no Estado do Rio de Janeiro. 
De 51 acusados, só um continuava preso: o ex-PM Sirlei Alves Teixeira que foi encontrado morto por vizinhos em 09/03/2021 caído na escada que dava acesso a sua casa. Os vizinhos pensaram que o ex-PM havia sofrido um ataque cardíaco. Com a chegada da SAMU, foi constado que o ex-PM havia sido executado. Ele cumpria pena em regime semiaberto e tinha autorização para trabalhar fora do presídio e também para visitar a família. Por conta da pandemia de Covid-19, Sirley estava em prisão domiciliar desde 2020.
O caso da Chacina de Vigário Geral de 1993 chegou a ser julgado na Organização dos Estados Americanos (OEA) como crime contra os direitos humanos.

## Origem
Segundo relatos, a chacina teve sua motivação na morte de quatro policiais militares no dia 28 de agosto de 1993 na Praça Catolé do Rocha, no bairro de Vigário Geral (a chacina foi na favela de Vigário Geral, do outro lado da linha férrea).
A ocorrência era uma armadilha ao sargento arquitetada pelos traficantes, que queriam se livrar de Ailton junto com o informante Ivan Custódio, que eram sócios de barcos de pesca em Sepetiba-RJ.
As mortes foram atribuídas a traficantes daquela região e a chacina ocorreu como forma de represália policial a estas mortes, ainda que nenhuma das vítimas possuísse envolvimento com o tráfico de drogas.
Grande parte das famílias das vítimas não recebeu indenização do Estado.

## Condenação
Cerca de 2 meses após o crime, uma parte dos Policiais Militares foram excluídos ou licenciados ex-offício da corporação (PMERJ) de forma administrativa sem mesmo serem julgados pela justiça. Desde a realização da chacina, apenas 6 dos 52 Policiais Militares acusados formalmente foram condenados (2 cumprem pena e 4 estão soltos por habeas corpus), e 1 continua preso.
Desses 52, 5 sem provas. Os 10 primeiros julgados, produziram provas de inocência, gravando fitas com as confissões dos verdadeiros culpados. Entre os inocentes está Sérgio Cerqueira Borges, o Borjão, que gravou também as fitas com as estratégias do crime e seus responsáveis. Entretanto estas provas só serviam para a defesa.
Devido a legislação penal brasileira e a decisão do juiz de não admitir as fitas que foram denominadas como provas ilícitas. Provas ilícitas porque os acusados e verdadeiros culpados "ou cavalos corredores" não tiveram conhecimento das gravações feitas por Borjão.
Um novo processo foi feito, conhecido como Vigário Geral II, contudo as fitas não puderam ser utilizadas nesse novo processo. O MP não tendo como provar a nova denúncia, pediu a absolvição por "falta de provas" dos acusados de Vigário II. Todavia os primeiros absolvidos do 1º processo foram absolvidos com base nas fitas, cujo júri acolheu a tese defensiva de inocência destes injustiçados. Portanto, Vigário Geral (Chacina de 1993) hoje é conhecida como fato de barbárie, impunidade e injustiças
O ex-PM confirmou ter constituído uma sociedade informal com Ivan Custódio e o sargento Ailton, durante cerca de dois anos, e que chegaram a ter três barcos aportados em Sepetiba ou Angra, ambos no estado do Rio.